# کاپریس آبی
کاپریس آبی (به انگلیسی: Blue Caprice) نام درامی مستقل به کارگردانی الکساندر مورس محصول ۲۰۱۳ آمریکاست. داستان فیلم بر اساس حملات تک‌تیراندازی بلتوی -که در سال ۲۰۰۲ روی داد- می‌باشد. نقش مجرمان آن رویداد را در فیلم آیزیا واشینگتن (در نقش جان الن محمد) و تیکوان ریچمند (در نقش لی مالوو) بازی می‌کنند. دیگر هنرپیشگان کاپریس آبی جوی لورن آدامز، تیم بلیک نلسون و لئو فیتزپاتریک می‌باشند. فیلمنامه نیز به دست آراف‌آی پورتو نگاشته شده‌است.